# Jan Latalski (kasztelan gnieźnieński)
Jan (Janusz) Latalski z Latalic herbu Prawdzic (zm. ok. 1517) – kasztelan gnieźnieński.
Dwukrotnie żonaty. Ojciec Jana, arcybiskupa gnieźnieńskiego i Janusza, wojewody poznańskiego. Pozostali synowie: Benedykt – kanonik poznański oraz Maciej.
Córka Barbara 1v. Janowska, 2v. Łącka, żona Jana Łąckiego starosty płowieckiego.
W latach 1475-1477 pełnił obowiązki burgrabiego nakielskiego. W latach 1486–1493 był burgrabią gnieźnieńskim.
Od 1494 urzędował na stanowisku kasztelana biechowskiego. Był też kasztelanem lądzkim od 1502, następnie postąpił na kasztelanię gnieźnieńską (1503).
W Kaliszu pracował jako poborca podatków od 1493 i sędzia ziemski kaliski (1495-1503). Piastował też urząd starosty konińskiego, kamińskiego.
Podpisał konstytucję Nihil novi na sejmie w Radomiu w 1505 roku. Podpisał dyplom elekcji Zygmunta I Starego na króla Polski i wielkiego księcia litewskiego na sejmie w Piotrkowie 8 grudnia 1506 roku.
Będąc sędzią kaliskim sprzedał Latalice i Bodzeporowice z rybołówstwem na Lednicy Boguszowi Skockiemu (Zjazd Gnieźnieński 1498). Nabył dobra majątkowe Łabiszyn.